# Los asesinos de la luna de las flores: Los crímenes en la nación Osage y el nacimiento del FBI
Los asesinos de la luna de las flores: Los crímenes en la nación Osage y el nacimiento del FBI es un libro de no ficción de 2017 del periodista estadounidense David Grann sobre los asesinatos de Osage. La revista Time lo incluyó en su lista como uno de sus diez mejores libros de no ficción de 2017. 
En octubre de 2023 se estrenó una adaptación cinematográfica dirigida por Martin Scorsese titulada Los asesinos de la luna.

## Antecedentes
El Old Farmer’s Almanac, que comenzó a publicar los nombres de las lunas llenas en la década de 1930, registró el nombre dado por las tribus americanas a la luna llena en mayo como «Luna de las flores» debido a las flores que florecen en toda América del Norte, lo que indica abundancia y la llegada de la primavera después de un invierno frío y duro.

## Resumen
El libro investiga una serie de asesinatos de gente de Osage que tuvieron lugar en el condado de Osage, Oklahoma, a principios de la década de 1920, después de que se descubrieran grandes depósitos de petróleo en sus tierras. Después de que a los Osage se les otorgaran derechos de propiedad en la corte sobre las ganancias obtenidas de los depósitos de petróleo, el pueblo Osage tenía la expectativa de recibir la riqueza a la que tenían derecho legalmente por las ventas de sus depósitos de petróleo.
Los Osage son vistos como los «intermediarios» y se trama un complot complejo para eliminar a sus herederos uno por uno por cualquier medio posible. Oficialmente, el recuento de las víctimas de Osage llega al menos a veinte, pero Grann sospecha que cientos más pueden haber sido asesinados debido a sus vínculos con el petróleo. El libro detalla la investigación de los asesinatos por parte del recién formado FBI, así como el eventual juicio y condena del ganadero William King Hale como el cerebro detrás del complot.

### Estructura

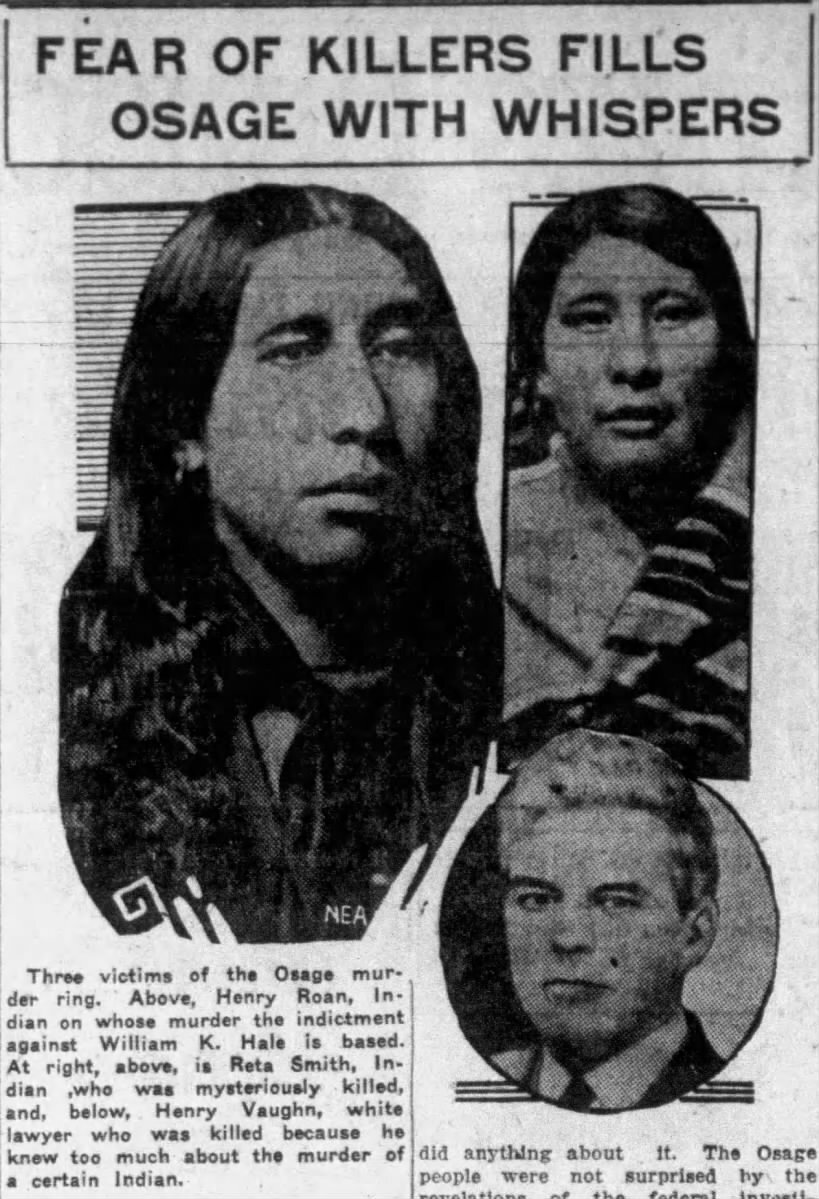
Henry Roan, Rita Smith, and William Vaughn

La narración consta de tres partes. La primera, ambientada a principios de la década de 1920, se centra en el mundo de la nación Osage y particularmente en una familia. Mollie Burkhart, una mujer Osage de pura sangre, está casada con un hombre blanco llamado Ernest Burkhart. Sus hermanas Rita y Anna también se casaron con hombres blancos, y su hermana Minnie falleció recientemente debido a una «peculiar enfermedad debilitante». Cuando Anna es encontrada muerta en un barranco, con un disparo en la nuca, poco después de que otro hombre de Osage, Charles Whitehorn, es encontrado asesinado de la misma forma, Mollie comienza a creer que su familia está siendo atacada por sus derechos de explotación del petróleo. Luego, apenas unos meses después, cuando Lizzie, la madre de Mollie, muere de la misma «enfermedad debilitante» que Minnie y cuando Rita y su esposo Bill Smith mueren en una explosión que reduce su casa a escombros, Mollie lo sabe con seguridad: su familia es el objetivo de una trama asesina y ella es la siguiente.

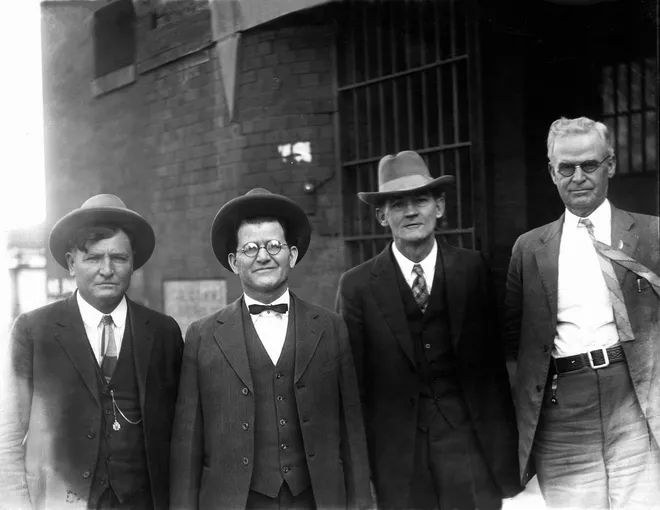
William Hale en 1926 (segundo desde la izquierda) y John Ramsey (tercero desde la izquierda) flanqueados por dos alguaciles

La segunda parte centra su atención en los investigadores federales que llegaron al condado de Osage para investigar la serie de asesinatos, que se extienden mucho más allá de la familia de Mollie y también involucran a dos hombres blancos: un petrolero y un abogado que se dedicaron por su cuenta a tratar de resolver los asesinatos. La oficina de investigación (aún no conocida bajo su apodo final, FBI) acaba de quedar bajo el control de un hombre joven, peculiar y fastidioso llamado J. Edgar Hoover. Hoover envía al imponente Tom White, un ex Ranger de Texas, a Oklahoma para investigar. White y su equipo llegan encubiertos a la ciudad, sabiendo que Hoover espera utilizar este caso para establecer un nombre para la oficina y fortalecer el poder de los investigadores federales. Mientras White y sus agentes trabajan para resolver los crímenes, reclutan delincuentes (contrabandistas, traficantes de licores, ladrones de ganado, etc.) como informantes  para ayudar en la investigación y, mientras tanto, conocen el mundo bullicioso pero profundamente corrupto de las ciudades en auge de la reserva Osage. El tío de Ernest Burkhart, William K. Hale, es un ex ganadero que saltó a la fama y ahora trabaja como ayudante del sheriff. Hale parece controlar todo y a todos, incluida la suerte de varios Osage. A medida que White y sus investigadores se involucran cada vez más dentro de la comunidad, se dan cuenta de que Hale ha orquestado un vasto complot para eliminar a los miembros de la familia de Mollie uno por uno y luego asesinar a Mollie con la ayuda de los engañosos médicos de la ciudad, los hermanos Shoun, para amasar la fortuna de toda la familia. Lo más tortuoso de todo es que el marido de Mollie, Ernest, sobrino de Hale, ha estado involucrado en la trama todo el tiempo. Después de obtener una declaración del oponente Burkhart, White y su equipo confrontan a Hale con la evidencia, pero el sereno y tranquilo Hale afirma alegremente que luchará contra las acusaciones con uñas y dientes. A medida que comienzan las pruebas, Burkhart alterna entre pruebas contra Hale y a su favor. Con el tiempo, el dolor lo desgasta y testifica contra Hale. Aun así, a White le preocupa que Hale tenga al juez y al jurado en el bolsillo, dado su renombre en toda la ciudad. Sin embargo, Hale es declarado culpable y sentenciado a cadena perpetua por sus crímenes, en un sorprendente giro de los acontecimientos. White, después de haber hecho lo correcto con Hoover y haberle dado a su jefe las municiones y la legitimidad necesarias para crear la Oficina Federal de Investigaciones, se retira de la oficina y acepta un trabajo como director de la notoriamente dura prisión de Leavenworth, donde Hale es su prisionero.
En la tercera parte, David Grann realiza una serie de viajes a Osage entre 2012 y 2015. Está realizando una investigación para el libro y, mientras excava incansablemente en los archivos y entrevista a los descendientes de Burkhart y muchas otras familias Osage afectadas por los asesinatos, descubre que en realidad no se logró resolver la mayoría de los asesinatos de Osage y que se encubrió el hecho de que cientos de indios Osage, no solo veinte o treinta, fueron asesinados durante un lapso de casi dos décadas, y no solamente durante el período de cinco años considerado «oficialmente» el Reino del Terror. Grann lamenta que el terrible pasado de la tribu Osage se haya perdido en gran medida en la historia: su historia no se enseña en las escuelas y, debido al fracaso del FBI para garantizar justicia para el pueblo Osage, en gran medida se ha barrido bajo la alfombra.

## Recepción
El sitio web de recopilación de reseñas Book Marks indicó que, en general, Killers of the Flower Moon recibió críticas muy favorables de los críticos literarios.
En un artículo para The New York Times, Dave Eggers calificó el libro de «fascinante» y escribió: «En estas últimas páginas, Grann toma lo que ya era un recuento fascinante y disciplinado de un capítulo olvidado de la historia estadounidense, y con la ayuda de miembros contemporáneos de la tribu Osage, ilumina una conspiración repugnante que va mucho más allá de esos cuatro años de horror. Te quemará el alma».
Sean Woods de Rolling Stone elogió el libro de Grann y señaló: «En su nuevo y magistral libro… Grann narra una historia de asesinato, traición, heroísmo y la lucha de una nación por dejar atrás su cultura fronteriza y entrar en el mundo moderno… Lleno de personajes casi míticos de nuestro pasado (estoicos Texas Rangers, barones ladrones corruptos, detectives privados y desesperados asesinos como la pandilla de Al Spencer), la historia de Grann equivale a una historia secreta de la frontera estadounidense». 
Un crítico de Publishers Weekly declaró: «El redactor del New Yorker Grann (La ciudad perdida de Z) pule su reputación como un narrador brillante en esta apasionante narrativa de crímenes reales, que revisita una serie de asesinatos desconcertantes y aterradores, y relativamente desconocidos, que ocurrieron principalmente en Oklahoma durante la década de 1920».
David Aaronovitch en The Times escribió: «Hay una patada en el estómago al final del libro que le da a la obra su peso moral y recuerda al pueblo estadounidense el gran costo de su condición de nación. Es un giro que debe todo a la diligencia y la inteligencia de Grann como periodista. No podría haber sido descubierto sin lo que él llama su “odisea de investigación”».

## Adaptación cinematográfica
El libro fue adaptado al cine dirigido por Martin Scorsese y protagonizado por Leonardo DiCaprio, Robert De Niro, Lily Gladstone, Brendan Fraser, John Lithgow y Jesse Plemons con un presupuesto de más de 200 millones de dólares. Fue estrenado en cines por Paramount Pictures en octubre de 2023. La película también se transmitirá en una fecha aún no especificada en Apple TV+.
Aunque el papel de Tom White, el agente principal del FBI, fue escrito para DiCaprio, DiCaprio presionó para que se cambiara su papel al de sobrino del principal antagonista de la película, interpretado por De Niro. Como resultado, Jesse Plemons fue elegido como Tom White para reemplazar a DiCaprio, mientras que DiCaprio fue elegido como Ernest Burkhart.